# Homoporus mordellistenae
Homoporus mordellistenae är en stekelart som först beskrevs av Crawford 1910.  Homoporus mordellistenae ingår i släktet Homoporus och familjen puppglanssteklar. Inga underarter finns listade i Catalogue of Life.